# Abraham Ruchat

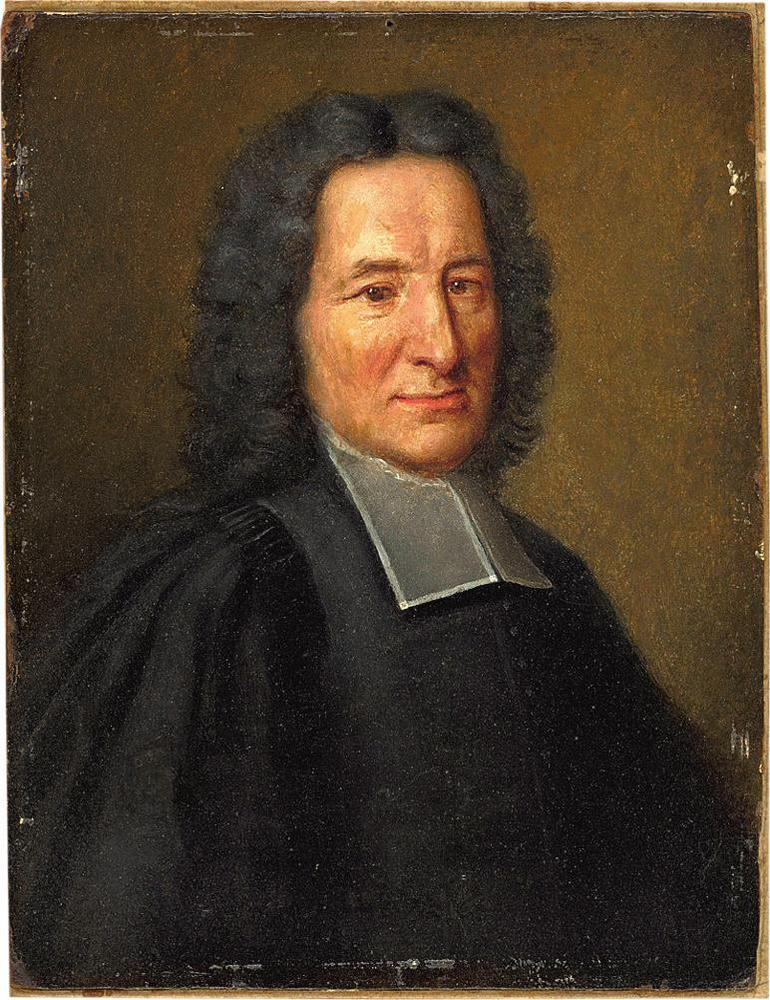
Abraham Ruchat, um 1720

Abraham Ruchat (getauft am 27. Februar 1680 in Vevey; † 29. September 1750 in Lausanne) war ein Schweizer Historiker und Theologe.
Ruchat war Professor für Redekunst und Theologie an der Akademie Lausanne, deren Rektor er von 1736 bis 1739 war. Seine Histoire de la Réformation de la Suisse (1727–1728) gilt als die erste auf Französisch verfasste Geschichte der Reformation in der Schweiz.